# Jaume Aymar i Ragolta

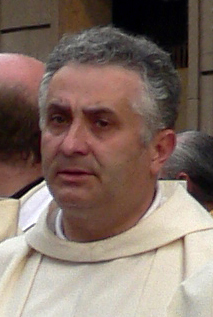
Jaume Aymar i Ragolta

Jaume Aymar i Ragolta (Barcelona, 1957) es sacerdote de la archidiócesis de Barcelona y doctor en historia del arte por la Universidad de Barcelona (1993). Es profesor de la Facultad de Filosofía de la Universidad Ramon Llull y de la Facultad de Ciencias de la Comunicación Blanquerna (URL), donde ha impartido asignaturas de historia, historia del arte, estética e iconografía, y cursos sobre medios de comunicación para educadores. Entre 1998 y 2005 fue decano de la Facultad de Filosofía de la Universidad Ramon Llull. Desde septiembre de 2008 es director de Ràdio Estel, emisora del arzobispado de Barcelona, y del semanario de cultura religiosa Catalunya Cristiana.
En el campo de investigación, es autor de numerosos libros y artículos, y ha organizado exposiciones temporales y permanentes. En 1994 promovió la fundación de Ràdio Estel (106.6 FM). Es presidente de la Fundación Cataluña-América, destinada a la investigación y difusión de las relaciones entre Cataluña y el Nuevo Mundo, y miembro fundador del Àmbit d'Investigació i Difusió Maria Corral.

## Publicaciones principales
- (et al.) Simbologia religiosa en l’art occidental, Barcelona, Edimurtra, 2006.
- "El cardenal Martino visitó Barcelona", en: Ecclesia, N.º. 3342, 2006.
- (et al.) Calonge i Sant Antoni, Girona, Diputació de Girona/Caixa de Girona, 2005.
- (et al.) Pedagogia dels sentiments, Barcelona, Edimurtra, 2005.
- "Salvador Dalí, un místic peculiar", en: Analecta sacra tarraconensia: Revista de ciències historicoeclesiàstiques, Vol. 77, 2004.
- (et al.) Aprendre a pensar, Barcelona, Edimurtra, 2004.
- Gaudí i Verdaguer : concordança i context, Barcelona, Universitat Ramon Llull, 2002.
- "La biblioteca del Monasterio de Sant Jeroni de la Murtra", en: La orden de San Jerónimo y sus monasterios : actas del simposium (II), 1/5-IX-1999 / coord. por Francisco Javier Campos y Fernández de Sevilla, Vol. 2, 1999.
- La bellesa, Barcelona, Claret, 1995.
- El Monestir de Sant Jeroni de la Murtra, Diputació de Barcelona, 1993.
- Record i memòria de la processó del silenci de Badalona, Badalona, Publicacions de la Parròquia de Santa Maria de Badalona, 1989.
- L'anticlericalismo en el Baix Empordà i altres articles històrics, Sant Cugat del Vallés-Barcelona, Edicions Catalanes, 1983.
- Els secrets de Sa Bardissa, Recull d'articles històrics sobre temes calongins, 3a edició, corregida i augmentada, Diputació de Girona-Ajuntament de Calonge, 2005.
- "La Creu de Montigalà i la Terra Feliç" en Montigalà. Una creu centenària (1913-2013). Editorial Edimurtra i Arxiprestat de Badalona Nord, 2013.
- L'ànima del meu poble.Itinerari de Mn. Pere Surribas i Garrober (Figueres, 1925-Girona, 1999) Ajuntament de Calonge, 2014.
- "El secret de la volta de la Sixtina" a "Pastura les meves ovelles" (Jn 21.16) Miscel·lània d'homenatge al cardenal Lluís Martínez Sistach. Ateneu Universitari Sant Pacià, Barcelona, 2015.